# 蜥狗母魚
蜥狗母魚，為輻鰭魚綱仙女魚目合齒魚亞目合齒魚科的其中一種，分布於東大西洋區，從摩洛哥至維德角群島，包括地中海；西大西洋區的百慕達群島、巴哈馬群島、小安地列斯群島海域，棲息深度可達400公尺，體長可達40公分，為底棲性魚類，生活在沙石底質海域，屬肉食性，以魚類為食，可作為食用魚及遊釣魚。